# باتريسيو سانشيز
باتريسيو سانشيز (بالإسبانية: Patricio Sánchez)‏ هو لاعب كرة قدم مكسيكي، ولد في 17 مارس 1992.